# Bora Dugić
Borislav ”Bora” Dugić (serbiska: Бора Дугић), född 10 juni 1949 i Đurđevo, är en serbisk flöjtist.
Dugić uppträdde för Serbien i Eurovision Song Contest 2008 bakom sångerskan Jelena Tomašević. Bidraget de framförde, Oro, uppnådde sjätte plats med 160 poäng.

## Diskografi
- Kola - Virtuozna Frula (1983)
- Sećanje Na Dižon (1989)
- Nežno Proleće (1989)
- Čari Rumunskog Folklora (1996)
- Između Sna I Jave (Between A Dream And Reality) (2002)
- Zauvek I Posle (2011)